# بخش مرکزی شهرستان رضوانشهر
بخش مرکزی شهرستان رضوانشهر یکی از بخش‌های شهرستان رضوانشهر در استان گیلان در شمال ایران است.

## تقسیمات کشوری
- بخش مرکزی شهرستان رضوانشهر
  - دهستان خوشابر
  - دهستان گیل دولاب

شهر: رضوانشهر

## جمعیت
بنابر سرشماری مرکز آمار ایران، جمعیت بخش مرکزی شهرستان رضوانشهر در سال ۱۳۸۵ برابر با ۳۴۳۳۶ نفر بوده است.